# Kalianak
Kalianak is een bestuurslaag in het regentschap Soerabaja van de provincie Oost-Java, Indonesië. Kalianak telt 2284 inwoners (volkstelling 2010).